# Jevhen Konopljanka
Jevhen Olehovič Konopljanka (Kirovograd, 29. rujna 1989.) bivši je ukrajinski nogometaš. Profesionalnu karijeru je započeo u 2007. godini u Dnjipro Dnjipropetrovsku, gdje je ukupno zabio 45 golova u 211 utakmica. Debitirao je za Dnipro u kolovozu 2007. godine protiv Hoverle Užgoroda, gdje je ostalo neriješeno. Zajedno s Dnjiprom je izborio finale UEFA Europske lige u 2015. godini, gdje su osvojili drugo mjesto. U srpnju 2015. godine je Konopljanka potpisao za klub koji je odnio naslov europskog prvaka Dnjipru, Sevilla. Mjesec dana kasnije je Ukrajinac debitirao za Sevillu protiv Barcelone na Camp Nou. U 81. minuti je Konopljanka i zabio svoj prvi gol za Sevillistas za 4:4, međutim Barcelona je zabila za konačnih 5:4 i tako osvojila UEFA Superkup. U kolovozu 2016. godine je se Konopljanka pridružio njemačkom Schalkeu 04 na posudbu. Nakon jedne sezone u Gelsenkirchenu, Konopljanka je potpisao višegodišnji ugovor s njemačkim klubom. U Gelsenkirchenu je odigrao 57 ligaških utakmica i zabio šest pogodaka. Ujedno je u DFB-Pokalu odigrao sedam susreta te pet puta pogodio mrežu, a u Europskoj ligi je odigrao duplo više utakmica uz dva zgoditka. U rujnu 2019. godine je njemački klub Ukrajincu ispunio želju da vrati u domovinu, gdje je potpisao trogodišnji ugovor sa Šahtarom iz Donjecka.
Za ukrajinsku nogometnu reprezentaciju je debitirao protiv Litve u 2010. godini i odigrao je preko 80 utakmica za domovinu. Predstavljao je Ukrajinu na Europskom prvenstvu u 2012. godini i igrao je u svim utakmicama. Ukrajinski nogometni izbornik objavio je u svibnju 2016. popis za nastup na Europsko prvenstvo u Francuskoj, na kojem je se nalazio Konopljanka. Igrao je u prvoj utakmici na Europskom prvenstvu protiv Njemačke, koju je Ukrajina izgubila s 2:0.